# 塚原正一
塚原 正一（つかはら しょういち、1983年〈昭和58年〉1月14日 - ）は、日本の俳優。奈良県出身。青年劇場所属。

## 来歴
奈良県奈良市出身。趣味はダンス・バスケットボール・読書。近畿大学附属高等学校、大阪芸術大学芸術学部舞台芸術学科卒業。2009年、秋田雨雀・土方与志記念青年劇場付属養成所卒業、同年入団。秋田雨雀・土方与志記念青年劇場所属。

## 舞台
- 「先駆けるもの―秋田雨雀　人と作品」- 福山啓子＝構成　堀口始＝演出（朗読）
- 「三年寝太郎」- 木下順二＝作　津上忠＝演出（土方与志演出による）（村人）
- 「太陽と月」- ジェームス三木＝作・演出（足利巡査）
- 「キュリー×キュリー」- ジャン＝ノエル・ファンウィック＝作　岡田正子＝訳　板倉哲＝演出・上演台本（ピエール・キュリー）
- 「島」- 堀田清美＝作　藤井ごう＝演出（菊夫）
- 「郡上の立百姓」- こばやしひろし＝作　藤井ごう＝演出（太十、役人）
- 「宣伝」- 高田保＝作　大谷賢治郎＝演出（俳優、作者）
- 「子供の時間」- リリアン・ヘルマン＝作　小池美佐子＝訳　藤井ごう＝演出（ジョーゼフ・カーディン）
- 「星をかすめる風」- イ・ジョンミョン＝原作　シライケイタ＝脚本・演出（囚人・看守）
- 「太平洋食堂」- 嶽本あゆ美＝作　藤井ごう＝演出・アンサンブル（平民社・新宮の若者）
- 「眞理の勇氣−戸坂潤と唯物論研究会」- 古川健＝作　鵜山仁＝演出（本間唯一）